# Scaptia abdominalis
Scaptia abdominalis är en tvåvingeart som först beskrevs av Ricardo 1917.  Scaptia abdominalis ingår i släktet Scaptia och familjen bromsar. Inga underarter finns listade i Catalogue of Life.